# Il violinista (Chagall 1912-1913)
Il violinista è un dipinto (188x158 cm) realizzato tra il 1912 ed il 1913 dal pittore Marc Chagall.
È conservato nello Stedelijk Museum di Amsterdam.
L'immagine raffigura un violinista sulla cima di una casa. Il violinista rappresenta la condizione degli Ebrei nel mondo: una vita instabile come quella del musicista che deve suonare stando in equilibrio su un tetto. Il quadro venne realizzato a Parigi nell'atelier della Ruche nel periodo in cui l'artista pativa spesso la fame e la mancanza di materiali: prova ne è che l'opera è stata realizzata su una comune tovaglia, la cui decorazione è visibile nella parte in ombra della figura principale.